# Ghennadi Hazanov

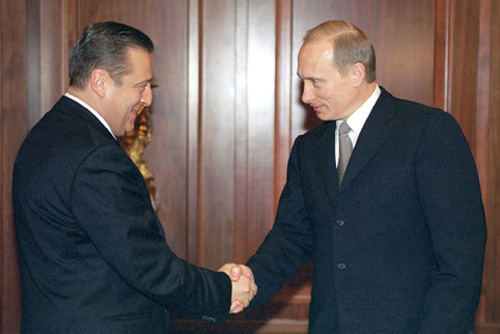
Ghenadi Hazanov și Vladimir Putin, 2002

Ghennadi Hazanov (în rusă Генна́дий Ви́кторович Хаза́нов; n. 1 decembrie 1945, Moscova) este un artist al estradei, actor de teatru și televiziune, prezentator și umorist rus. În 1999 a fost ales președinte al Comunității Evreiești din Rusia.